# Che Uinic
El Che Uinic u Hombre de los bosques es una criatura fantástica que forma parte de la mitología maya. El Mayab posee una amplia mitología dentro de la que ocupan un lugar importante ciertos personajes que, si bien no corresponden a lo divino, poseen características o poderes considerados sobrenaturales que los separan de lo cotidiano o normal. Dentro de ese espacio se encuentran los gigantes y uno de los más conocidos es el llamado Hombre de los bosques.

## La criatura
Las leyendas o referencias recogidas por diversos investigadores, lo describen como un hombre de gran altura, carente de huesos y coyunturas, situación que le dificulta ponerse de pie en caso de caer al suelo, por lo cual cuando duerme debe hacerlo recargado en el tronco de algún gran árbol.
Otro rasgo característico de esta colosal criatura es que tiene los pies invertidos, esto es, los dedos están orientados hacia la espalda y los talones, hacia el frente. Lo anterior -refiere el imaginario popular- le ocasiona problemas para caminar por lo cual utiliza un bastón hecho de un grueso tronco.
La alimentación del Che Uinic está constituida por carne humana. Dice la leyenda que para salvarse de él, es menester, arrancar un par de ramas, bailar con ellas, realizar malabares y, si es posible, cantar. Lo anterior ocasiona que el gigante se ría tan fuerte, que cae al suelo y no se puede levantar; entonces, la persona puede retirarse del sitio.